# Matthieu André
Pour les articles homonymes, voir Mathieu André et André.
Matthieu André, né Matthäus André le 8 avril 1909 à Vienne en Autriche, mort le 17 septembre 1979 à Évreux, est un footballeur. Né autrichien, il est naturalisé français en 1936 et sélectionné en équipe de France en 1936 et 1937.

## Carrière
Matthäus André naît en 1909 dans une famille descendante d'un soldat français installé à Vienne pendant les guerres napoléoniennes. Il grandit dans le quartier Jedlersdorf de Vienne. 
Il joue au football comme milieu de terrain au SC Nord-Wien 1912, l'un des principaux clubs les plus forts du championnat amateur organisé par la VAFÖ. En 1932, il accepte une offre du FC Metz en France. En 1934, il est recruté par le FC Rouen avec lequel il remporte spectaculairement le championnat de 2e division en 1936 puis brille en première division. Il joue respectivement 26, 29 et 30 matchs de championnat par saison entre 1935 et 1938. 
Naturalisé français en 1936, il est sélectionné en équipe nationale. Entre décembre 1936 et février 1937, le milieu de terrain dispute trois matches internationaux, dont celui contre l'Autriche le 24 janvier 1937 au Parc des Princes. André brille et offre de nombreuses occasions aux attaquants, notamment ses partenaires rouennais Antoinette, Rio et Nicolas, qu'ils ne parviennent pas à concrétiser. Le match se termine finalement par une victoire autrichienne (1-2).
André est le premier joueur d'origine autrichienne à être sélectionné en équipe de France. Il sera imité en cela par Auguste Jordan (16 matchs entre 1938 et 1945), Henri Hiltl (deux matchs en 1940 et 1944), Rodolphe Hiden (un match en 1940) et Edmond Weiskopf (un match en 1939).
En 1938-1939, il réalise une année pratiquement blanche au FC Rouen. Il signe à l'Union sportive du Mans en 1940-1941.

## Clubs
- 1932-1934 : FC Metz ( France)
- 1934-1939 : FC Rouen ( France)
- 1940-1941 : US Le Mans ( France)

| |
| Rencontre contre Mulhouse à Metz le 26 mars 1933 (match nul 3 à 3). Joueurs debout de gauche à droite : Mirka, Boè, Hauswirth, Thomas, Schmitt, Traver, Steyskal et Ekerlen. À genoux de gauche à droite : Fosset, Rohrbacher, Buhrer, André, Freiberger. |

| |
| Match contre Lens le 29 mars 1936 ; Bouquet remis à l'occasion de la naturalisation de Matthieu André. |

## Palmarès
- Champion de D2 en 1936
- 3 sélections en équipe de France de football (1936-1937)